# Anti best of
Albums de Trust
Europe et haines
(1996) Gold
(1997)
Anti best of est une compilation du groupe de hard rock français Trust sorti en 1997.

## Pochette
Le mot "anti" du titre est (ironiquement) barré d'une croix rouge sur la pochette de l'album.

## Liste des titres
| No  | Titre                            | Auteur                       | Extrait de l'album | Durée |
| --- | -------------------------------- | ---------------------------- | ------------------ | ----- |
| 1.  | Antisocial                       | Bonvoisin / Krief            | Répression         | 5:10  |
| 2.  | Préfabriqués (remix '93)         | Bonvoisin / Krief            | The Backsides      | 3:00  |
| 3.  | Le Matteur                       | Bonvoisin / Krief            | Trust              | 3:01  |
| 4.  | L'élite                          | Bonvoisin / Krief            | Trust              | 3:55  |
| 5.  | Monsieur Comédie                 | Bonvoisin / Krief            | Répression         | 3:26  |
| 6.  | Fatalité                         | Bonvoisin / Krief            | Répression         | 2:54  |
| 7.  | Le Mitard                        | Mesrine / Krief              | Répression         | 5:13  |
| 8.  | Marche ou crève                  | Bonvoisin / Krief            | Marche ou crève    | 3:52  |
| 9.  | Ton dernier acte                 | Bonvoisin / Krief            | Marche ou crève    | 5:09  |
| 10. | Répression                       | Bonvoisin / Krief / Chemlekh | Marche ou crève    | 3:38  |
| 11. | Idéal                            | Bonvoisin / Krief / Brusco   | Trust IV           | 4:24  |
| 12. | Par compromission                | Bonvoisin / Krief / Brusco   | Trust IV           | 4:16  |
| 13. | Serre les poings                 | Bonvoisin / Krief / Brusco   | Rock'n'Roll        | 4:06  |
| 14. | Rock'n'Roll Star                 | Bonvoisin / Krief / Brusco   | Rock'n'Roll        | 3:47  |
| 15. | Toutes barricades (remix '93)    | Bonvoisin / Krief / Brusco   | The Backsides      | 5:01  |
| 16. | Problem Child / Live Wire (live) | Scott / Young / Young        | Live               | 7:33  |
| 17. | Antisocial (live)                | Bonvoisin / Krief            | Live               | 4:34  |

## Formation
- Voir les albums de 1979 à 1993